# Imre Polyák
Imre Polyák (Kecskemét, Hungría, 16 de abril de 1932-Budapest, 15 de noviembre de 2010) fue un deportista húngaro especialista en lucha grecorromana donde llegó a ser campeón olímpico en Tokio 1964.

## Carrera deportiva
En los Juegos Olímpicos de 1952 celebrados en Helsinki ganó la medalla de plata en lucha grecorromana estilo peso pluma, tras el soviético Yakov Punkin (oro) y por delante del egipcio Abdel Aaal Rashed (bronce). Cuatro años más tarde, en las Olimpiadas de Melbourne 1956 volvió a ganar la plata en la misma categoría; y otros cuatro años más tarde, en las de Roma 1960, de nuevo ganó la plata en la misma categoría. Y en las de Tokio 1964 ganó la medalla de oro.